# Grupo Gigante
Grupo Gigante, S.A.B. de C.V. es una sociedad controladora mexicana fundada por Ángel Losada Gómez en 1962 en la Ciudad de México, que opera empresas en los ramos de autoservicio, cafeterías y comercio especializado. Ha sido propietario y socio accionario de establecimientos como Office Depot, Prisa Depot, Marchand Papelerías, Tok's Restaurantes, Tiendas Súper Precio, The Home Store, Petco, Restaurantes California, Beer Factory, Cup Stop, El Farolito, Panda Express, RadioShack, Shake Shack, Casaideas y Gigante Grupo Inmobiliario. Actualmente, opera el 50% de Petco; el 50% de Panda Express; y a través de Office Depot, opera el 100% de RadioShack.

## Historia
- 1923: Ángel Losada Gómez llega desde España al puerto de Veracruz.
- 1940: Ángel Losada Gómez funda “La Comercial” en Apan, en el estado de Hidalgo, antecesor del actual Gigante. Actualmente, la tienda en Apan tiene permanencia en el mercado bajo el nombre de "La Moderna".
- 1962: Nace la primera tienda "Gigante" en Mixcoac, con 64 departamentos, 250 empleados de tienda y 65 de oficina. Gigante Mixcoac se colocó como la tienda de autoservicio más grande de Latinoamérica y segunda en todo el continente con 32,000 m² de superficie total.
- 1971: La compañía diversificó sus actividades al abrir su primera cafetería familiar en la Ciudad de México bajo el nombre comercial de "Tok's Restaurantes".
- 1977: Gigante logra juntar 12 sucursales en cadena.
- 1979: Gigante abre 8 tiendas en Guadalajara. El lema de Gigante data de este año.
- 1980: Gigante se añade en Guadalajara, comprando la cadena "Maxi". Entre 1980 y 1990, se abrieron 9 tiendas más en las ciudades de Querétaro, Celaya (donde se convierte en la primera cadena de la ciudad), Acapulco, Puebla, Salamanca y Morelia. Para finales de la década de los 80 ya se contaba con 32 tiendas en operación en cuatro ciudades diferentes.
- 1981: Gigante lanza sus productos de "Selección Gigante" (marcas propias).
- 1982: En este año la compañía abre su primer restaurante de especialidades. Actualmente opera cuatro restaurantes de especialidades en cocina mexicana, italiana y española: “El Campanario”, “Tutto Bene”, "La Viña del Quijote”, y “Casa Rodrigo”. Abre la primera tienda en Monterrey: Brisas.
- 1984: Compra a la familia Chapa de Monterrey, la cadena SuKsa.
- 1988: Gigante se expande en el noreste, notoriamente en Monterrey, con la compra al Grupo Gentor de los supermercados Astra y Autodescuento,
- 1991: Se inaugura la tienda número 100 en Toluca, (Metepec) Plaza Las Américas; convirtiéndose en la primera cadena de autoservicios en operar un centenar de establecimientos bajo un mismo nombre comercial.
- 1992: Se adquirieron las tiendas "Blanco" y "El Sardinero" consolidando así, la presencia a nivel nacional de Gigante. A partir de la década de los 90, Gigante desarrolló sus diferentes formatos, al igual que sus co-inversiones:

Gigante: Es el formato de hipermercado del grupo, diseñado para la población media y alta.
Bodega Gigante: Es el formato bodega del grupo. Diseñado para la población baja.
Súper Gigante (Antes Súper G); para el sector nivel medio - alto.
Súper Precio
Office Depot: Tiendas especializadas en papelería y accesorios de oficina.
Radio Shack: Tienda de accesorios tecnológicos.
PriceSmart: Club de precios; actualmente no disponible.
- 1993: Se pone a prueba el formato Híper G, abriendo la primera sucursal en Eduardo Molina, en el Distrito Federal.
- 1994: En asociación con el grupo francés Carrefour, se abre la primera tienda Carrefour de México, en lo que fuera la sucursal Hiper G de Av. Eduardo Molina del Distrito Federal.
- 1997: Grupo Gigante rompe lazos con Carrefour de Francia.
- 2000: Gigante se extiende al sureste del país, con sucursales en Campeche, Yucatán, Tabasco, Chiapas y Quintana Roo. Se inicia el formato "Super Gigante" con la primera sucursal "Cumbres" en la Ciudad de Monterrey, como una evolución del formato "Super G". Compra la legendaria cadena de Mini-supers Azcúnaga de Monterrey, además de la creación de Tiendas Super Precio.
- 2001: Gigante incorpora a la cadena las tiendas "Super MAZ" en el sureste del país.
- 2002: Grupo Gigante y la estadounidense PriceSmart abren sus primeras cuatro tiendas de venta al mayoreo en el país.
- 2004: Se inaugura, con la tienda "Coapa", un nuevo concepto del formato Gigante.
- 2005: En febrero comienza a enfrentar dificultades económicas el grupo y por falta de rentabilidad, son cerradas las cuatro tiendas de PriceSmart en México. Carrefour se va de México; para este año ya habían cerrado operaciones en Baja California, Sonora, Chihuahua y Coahuila, y vendido sus tiendas a Soriana. Las sucursales restantes fueron vendidas a Chedraui, a excepción de la ubicada en Valle Oriente de Monterrey, Nuevo León, que fue traspasada a Walmart, debido a la reticencia de los veracruzanos a invertir en esa ciudad, a pesar de tener un centro de distribución en la zona norte de la misma.
- 2007: Grupo Gigante vende los supermercados Gigante a finales del año. En una operación de compra-venta autorizada por la Cofeco, Organización Soriana compra el 100% de las tiendas Gigante y renta los espacios, con lo cual se expande en el país.[1] Grupo Gigante se queda con los inmuebles de las tiendas, sus coinversiones y las tiendas minisupers "Súper precio".[2][3]
- 2008: Comienza a operar, con la apertura de la sucursal en la avenida Canal de Tezontle, en la Ciudad de México, el formato The Home Store, dedicado a la venta de artículos decorativos En este año, comienza a operar el nuevo "Gigante Grupo Inmobiliario" a partir de lo que logró retener el grupo a partir de la venta de los supermercados, en donde conservó los espacios inmobiliarios de Gigante. Grupo Gigante vende a su socia, la estadounidense Tandy Corporation, su participación del 50% de las tiendas RadioShack en México, especializadas en la venta de productos de electrónica.
- 2009 y 2010: Gigante Grupo Inmobiliario crea sus primeros centros comerciales en conjunto. En el 2010, Office Depot compra a Carvajal Internacional S.A.S.; posicionándose en Centroamérica y Colombia. La sede de Boca Ratón también recibió la certificación LEED Gold en septiembre de 2010.[4][4]
- 2011 Tok's Restaurantes empresa que pertenece a Grupo Gigante trae a México el restaurante de comida rápida Panda Express.
- 2012 Inaugura su edificio de oficinas corporativas con el nombre de Corporativo Dos Patios, en donde además del grupo se le renta espacio a Schlumberger y Siemens, se vende la marca Tiendas Super Precio a Tiendas Neto, propiedad de Grupo Salinas por un monto de 480 millones de pesos ante la Cofece.[5]
- 2013: Grupo Gigante compra el 50% faltante de participación de Office Depot, por lo que posee el control completo de la franquicia.[6]
- 2013: Grupo Gigante comienza relación comercial con Petco USA al traer dicha empresa a México.
- 2014: En decisión voluntaria, Controladora Comercial Mexicana (propietaria de Restaurantes California y Beer Factory) vende ambos comercios, por $1016 millones de pesos, a Grupo Gigante.[7]
- 2015: Grupo Gigante compra nuevamente el 100% de RadioShack a Tandy Corporation (vendida a “General Wireless Operations Inc.”), ahora como empresa operada por Office Depot.
- 2020: 29 de abril de 2020 - Grupo Gigante compra a través de su subsidiaria Beer Factory de México la franquicia de taquerias "El Farolito". 20 de septiembre de 2020, se retira de Colombia, cerrando las operaciones de sus tiendas Office Depot en ese país.[8][9]

Grupo Gigante informa la adquisición de todos los activos, incluida la marca y los derechos derivados de los contratos de las taquerías "El Farolito", por parte de Beer Factory de México, quien adquirió dichos activos de algunas subsidiarias de "Fine & Casual Dinning", señaló la empresa en un comunicado emitido a la Bolsa Mexicana de Valores. De este modo el fondo de capital Nexxus Capital continúa haciendo desinversiones. En noviembre de 2019 fue Krispy Kreme de México, con lo que ahora se suma El Farolito, y acumula un total de 16 desinversiones.
El monto de la operación no fue dado a conocer.
De acuerdo con la plataforma "El Farolito", cuenta con 12 restaurantes ubicados en la Ciudad de México y Área Metropolitana, incluido uno dentro de la terminal 2 del Aeropuerto Internacional de la capital mexicana.

## Empresas del grupo
| Nombre                     | Empresa original                                | Origen         | Fundación | Perfil de la empresa                                               | Participación accionaria |
| -------------------------- | ----------------------------------------------- | -------------- | --------- | ------------------------------------------------------------------ | ------------------------ |
| Office Depot               | Office Depot, Inc.                              | Estados Unidos | 1986      | Papelería, Computación, Artículos y Muebles para oficina           | 100%                     |
| Marchand Papelerías        | Casa Marchand de México                         | México         | 1951      | Papelería, Computación, Artículos y Muebles para oficina           | 50%                      |
| Prisa Depot                | Prisa, S.A.                                     | Chile          | 1994      | Papelería, Computación, Artículos y Muebles para oficina           | 51%                      |
| RadioShack                 | General Wireless Operations Inc. dba RadioShack | Estados Unidos | 1992      | Electrónica de consumo                                             | 100%                     |
| Gigante Grupo Inmobiliario | Gigante Grupo Inmobiliario                      | México         | 2008      | Administración de inmuebles de Grupo Gigante                       | 100%                     |
| Tok's Restaurantes         | Tok's                                           | México         | 1971      | Restaurante familiar                                               | 100%                     |
| Beer Factory               | Beer Factory                                    | México         | 1998      | Restaurante, Cervecería                                            | 100%                     |
| Panda Express              | Panda Express, Inc.                             | Estados Unidos | 2011      | Restaurante de comida china                                        | 50%                      |
| Cup Stop                   | Cup Stop                                        | Estados Unidos | 2012      | Cafetería                                                          | 50%                      |
| Petco                      | Petco Animal Supplies, Inc.                     | Estados Unidos | 2011      | Tienda de mascotas                                                 | 50%                      |
| The Home Store             | The Home Store                                  | México         | 2009      | Productos para hogar                                               | 100%                     |
| Align Pro                  | Align Pro                                       | México         | 2011      | Consultoría para Soluciones Especializadas en Retail y Real Estate | 100%                     |
| Shake Shack                | Shake Shack                                     | Estados Unidos | 2019      | Comida rápida                                                      | 100%                     |